# Mari (taal)
Het Mari of Tsjeremissisch (Mari: марий йылме, marij jəlme; Russisch: марийский язык, mariejski jazyk), is een Finoegrische taal. In 1989 waren er 542.000 sprekers met het Mari als moedertaal. De taal wordt gesproken in de Russische deelrepubliek Mari El waar het de officiële taal is, maar ook buiten de republiek in onder andere Tatarije, Oedmoertië en de Kraj Perm Het Mari kent twee schrijftalen: het Olyk-Mari (олык марий, Weide-Mari) en het Kuryk-Mari (кырык мары, Berg-Mari).
De ISO 639-3-code is chm.

## Schrift
Het Mari maakt gebruik van een aangepast Cyrillisch schrift.

### Weide-Mari
| А а | Б б | В в | Г г | Д д | Е е | Ё ё | Ж ж |
| З з | И и | Й й | К к | Л л | М м | Н н | Ҥ ҥ |
| О о | Ö ö | П п | Р р | С с | Т т | У у | Ӱ ӱ |
| Ф ф | Х х | Ц ц | Ч ч | Ш ш | Щ щ | Ъ ъ | Ы ы |
| Ь ь | Э э | Ю ю | Я я |     |     |     |     |

### Berg-Mari
| А а | Ä ä | Б б | В в | Г г | Д д | Е е | Ё ё |
| Ж ж | З з | И и | Й й | К к | Л л | М м | Н н |
| О о | Ö ö | П п | Р р | С с | Т т | У у | Ӱ ӱ |
| Ф ф | Х х | Ц ц | Ч ч | Ш ш | Щ щ | Ъ ъ | Ы ы |
| Ӹ ӹ | Ь ь | Э э | Ю ю | Я я |     |     |     |

## Grammatica

### Klankinventaris

#### Klinkers
|          | Voor     | Voor     | Centraal | Achter  | Achter  |
| ongerond | gerond   | ongerond | ongerond | gerond  |         |
| -------- | -------- | -------- | -------- | ------- | ------- |
| Gesloten | /i/ и/i  | /y/ ӱ/ü  |          |         | /u/ у/u |
| Midden   | /e/ е/e  | /ø/ ӧ/ö  | /ə/1 ӹ/ı | /ɤ/ ы/ə | /o/ о/o |
| Open     | /æ/1 ä/ä |          |          | /ɑ/ а/a |         |

1. Alleen in het Berg-Mari

##### Klinkerharmonie
Het Mari maakt gebruik van klinkerharmonie en maakt hierin onderscheid tussen zowel ronde klinkers en ongeronde klinkers, als voorklinkers en achterklinkers. Als de klinker in de beklemtoonde lettergreep van een woord ongerond is, dan heeft de naamvalsuitgang ook een ongeronde klinker. bijvoorbeeld: ки́д (kid, "hand") wordt ки́дыште (kidəšte, "in de hand").

#### Medeklinkers
De medeklinkers in de tabel zijn weergegeven in het Cyrillisch, Latijn en het Internationaal Fonetisch Alfabet:
|             |                 | Labiaal    | Dentaal  | Alveolaar        | Alveolaar      | Postalveolaar | Palataal       | Velaar     |
| normaal     | gepalataliseerd | Labiaal    | Dentaal  |                  |                | Postalveolaar | Palataal       | Velaar     |
| ----------- | --------------- | ---------- | -------- | ---------------- | -------------- | ------------- | -------------- | ---------- |
| Nasaal      | Nasaal          | /m/ м/m    |          | /n/ н/n          |                |               | /ɲ/ н(ь)/n(’)2 | /ŋ/ ҥ4/ŋ   |
| Plosief     | stemloos        | /p/ п/p    |          | /t/ т/t          | /tʲ/1 т(ь)/t'2 |               |                | /k/ к/k    |
| Plosief     | stemhebbend     | (/b/ б/b)3 |          | (/d/ д/d)3       |                |               |                | (/ɡ/ г/g)3 |
| Affricaat   | Affricaat       |            |          | /ts/1 ц/c        |                | /tʃ/ ч/č      |                |            |
| Fricatief   | stemloos        | /f/1 ф/f   |          | /s/ с/s          |                | /ʃ/ ш/š       |                | /x/1 х/h   |
| Fricatief   | stemhebbend     | /β/ б/b3   | /ð/ д/d3 | /z/ з/z          |                | /ʒ/ ж/ž       |                | /ɣ/ г/g3   |
| Trillend    | Trillend        |            |          | /r/ (or /ɾ/) р/r |                |               |                |            |
| Approximant | centraal        |            |          |                  |                |               | /j/ j          |            |
| Approximant | lateraal        |            |          | /l/ л/l          |                |               | /ʎ/ л(ь)/l(’)2 |            |

1. Komt alleen voor in Russische leenwoorden. In het Berg-Mari ook in onomatopeeën en in Tsjoevasjische leenwoorden.
2. Palatalisatie komt op verschillende manieren voor. een ⟨у⟩ na een gepalataliseerde medeklinker wordt geschreven als ⟨ю⟩ en een ⟨а⟩ na een gepalataliseerde medeklinker wordt geschreven als ⟨я⟩. Als de klinker de op een gepalataliseerde medeklinker volgt een e of een и is, dan krijgt de palatalisering geen aanduiding. In alle andere gevallen wordt deze aangeduid met het zachte teken ь.
3. In Russische leenwoorden en na nasale klanken, worden /b d g/? een stemhebbende plosief. Aan het einde van woorden en voor medeklinkers bestaat er een vrije variatie tussen de stemhebbende fricatieven [β ð ɣ]? en de stemloze plosieven [p t k]?
4. Voor het aangepaste teken voor ([ŋ]?) is het teken ⟨Г⟩: ⟨Ҥ, ҥ⟩ geïntegreerd in het teken ⟨Г⟩: ⟨Ҥ, ҥ⟩. Hoewel beide Mari schrijftalen deze klank gebruiken, wordt het teken alleen in het Weide-Mari schrift gebruikt.

### Verbuiging

#### Naamvallen
Het Weide-Mari kent 9 naamvallen:
| Naamval     | Uitgang                       |
| ----------- | ----------------------------- |
| Nominatief  | -                             |
| Genitief    | -(ы)н                         |
| Datief      | -лан                          |
| Accusatief  | -(ы)м                         |
| Komitatief  | -ге                           |
| Comparatief | -ла                           |
| Inessief    | -(ы)ште/(ы)што/(ы)штӧ         |
| Illatief    | -(ы)шке/(ы)шко/(ы)шкӧ, -(ы)ш1 |
| Latief      | -ш/еш/эш                      |

1. De illatief kent een verkorte vorm die qua betekenis gelijk is aan de lange vorm.

#### Possessief suffixen
| Persoon                  | Uitgang            | Voorbeeld                   |
| ------------------------ | ------------------ | --------------------------- |
| -                        | -                  | шӱргӧ (gezicht)             |
| Eerste persoon enkelvoud | -ем/эм             | шӱргем (mijn gezicht)       |
| Tweede persoon enkelvoud | -ет/эт             | шӱргет (jouw gezicht)       |
| Derde persoon enkelvoud  | -же/жо/жӧ/ше/шо/шӧ | шӱргыжӧ (zijn/haar gezicht) |
| Eerste persoon meervoud  | -на                | шӱргына (ons gezicht)       |
| Tweede persoon meervoud  | -да                | шӱргыда (jullie)            |
| Derde persoon meervoud   | -шт/ышт            | шӱргышт (hun gezicht)       |

### Vervoeging
Werkwoorden in het Mari kunnen op twee manieren vervoegd worden. Deze twee vormen zijn in alle opzichten van elkaar verschillend op de infinitief en de derde persoon meervoud na.
Het Weide-Mari gebruikt drie werkwoordstijden en 3 modi.

#### Werkwoordstijden
- Onvoltooid tegenwoordige tijd

De onvoltooid tegenwoordige tijd wordt gebruikt voor handelingen die bezig zijn of nog moeten gebeuren.
- Eerste preteritum

Het eerste preteritum wordt gebruikt voor handelingen die recent gebeurd zijn.
- Tweede preteritum

Het tweede preteritum wordt gebruikt voor handelingen die verder in het verleden liggen.

#### Modi
- Indicatief

De indicatief wordt gebruikt om feiten uit te drukken.
- Imperatief

De imperatief wordt gebruikt om te bevelen, gebieden en verbieden.
- Desideratief

De desideratief wordt gebruikt om een verlangen of intentie uit te drukken.

#### Ontkenning
Het Mari kent net als het Fins een ontkenningswerkwoord. Het komt voor in de indicatief presens, imperatief presens, desideratief presens en de indicatief eerste preteritum. Het ontkenningswerkwoord gaat vooraf aan het ontkende, onvervoegde werkwoord in de 2e persoon enkelvoud.
| Persoon                  | Indicatief presens        | Imperatief presens | Desideratief presens | Indicatief eerste preteritum |
| ------------------------ | ------------------------- | ------------------ | -------------------- | ---------------------------- |
| Eerste persoon enkelvoud | ом (om)                   | -                  | ынем (ənem)          | шым (šəm)                    |
| Tweede persoon enkelvoud | от (ot)                   | ит (it)            | ынет (ənet)          | шыч (səč)                    |
| Derde persoon enkelvoud  | огеш (ogeš) / ок (ok)     | ынже (ənže)        | ынеж(е) (ənež(e))    | ыш (əš)                      |
| Eerste persoon meervoud  | огына (ogəna) / она (ona) | -                  | ынена (ənena)        | ышна (əšna)                  |
| Tweede persoon meervoud  | огыда (ogəda) / ода (oda) | ида (ida)          | ынеда (əneda)        | ышда (əšda)                  |
| Derde persoon meervoud   | огыт (ogət)               | ынышт (ənəšt)      | ынешт (ənešt)        | ышт (əšt)                    |

Het werkwoord улаш (ulaš, zijn) wordt op een aparte manier vervoegd in de ontkenning.
| Persoon                                         |                               |
| ----------------------------------------------- | ----------------------------- |
| Eerste persoon enkelvoud - 'Ik ben niet'        | омыл (oməl)                   |
| Tweede persoon enkelvoud - 'Jij bent niet'      | отыл (otəl)                   |
| Derde persoon enkelvoud - 'Hij/zij/het is niet' | огыл (ogəl)                   |
| Eerste persoon meervoud - 'Wij zijn niet'       | огынал (ogənal) / онал (onal) |
| Tweede persoon meervoud - 'Jullie zijn niet'    | огыдал (ogədal) / одал (odal) |
| Derde persoon meervoud - 'Zij zijn niet'        | огытыл (ogətəl)               |

#### Woordvormen
Er zijn twee vervoeginswijzen: vervoegingen met eerste persoon enkelvoud -ам en vervoegingen met eerste persoon enkelvoud -ем .
| Persoon                  | -ам bevestigend           | -ем bevestigend             |
| ------------------------ | ------------------------- | --------------------------- |
| eerste persoon enkelvoud | лектам (Ik ga)            | мондем (Ik vergeet)         |
| tweede persoon enkelvoud | лектат (Jij gaat)         | мондет (Jij vergeet)        |
| derde persoon enkelvoud  | лектеш (Hij/zij/het gaat) | монда (Hij/zij/het vergeet) |
| eerste persoon meervoud  | лектына (Wij gaan)        | мондена (Wij vergeten)      |
| tweede persoon meervoud  | лектыда (Jullie gaan)     | мондеда (Jullie vergeten)   |
| derde persoon meervoud   | лектыт (Zij gaan)         | мондат (Zij vergeten)       |

| Persoon                  | -ам ontkennend                   | -ем ontkennend                        |
| ------------------------ | -------------------------------- | ------------------------------------- |
| eerste persoon enkelvoud | ом лек (Ik ga niet)              | ом мондо (Ik vergeet niet)            |
| tweede persoon enkelvoud | от лек (Jij gaat niet)           | от мондо (Jij vergeet niet)           |
| derde persoon enkelvoud  | огеш лек (Hij/zij/het gaat niet) | огеш мондо (Hij/zij/het vergeet niet) |
| eerste persoon meervoud  | огына лек (Wij gaan niet)        | огына мондо (Wij vergeten niet)       |
| tweede persoon meervoud  | огыда лек (Jullie gaan niet)     | огыда мондо (Jullie vergeten niet)    |
| derde persoon meervoud   | огыт лек (Zij gaan niet)         | огыт мондо (Zij vergeten niet)        |

| Persoon                  | -ам bevestigend          | -ем bevestigend             |
| ------------------------ | ------------------------ | --------------------------- |
| eerste persoon enkelvoud | лектым (Ik ging)         | мондышым (Ik vergat)        |
| tweede persoon enkelvoud | лектыч (Jij ging)        | мондышыч (Jij vergat)       |
| derde persoon enkelvoud  | лекте (Hij/zij/het ging) | мондыш (Hij/zij/het vergat) |
| eerste persoon meervoud  | лекна (Wij gingen)       | мондышна (Wij vergaten)     |
| tweede persoon meervoud  | лекда (Jullie gingen)    | мондышда (Jullie vergaten)  |
| derde persoon meervoud   | лектыч (Zij gingen)      | мондышт (Zij vergaten)      |

| Persoon                  | -ам ontkennend                 | -ем ontkennend                     |
| ------------------------ | ------------------------------ | ---------------------------------- |
| eerste persoon enkelvoud | шым лек (Ik ging niet)         | шым мондо (Ik vergat niet)         |
| tweede persoon enkelvoud | шыч лек (Jij ging niet)        | шыч мондо (Jij vergat niet)        |
| derde persoon enkelvoud  | ыш лек (Hij/zij/het ging niet) | ыш мондо (Hij/zij/het vergat niet) |
| eerste persoon meervoud  | ышна лек (Wij gingen niet)     | ышна мондо (Wij vergaten niet)     |
| tweede persoon meervoud  | ышда лек (Jullie gingen niet)  | ышда мондо (Jullie vergaten niet)  |
| derde persoon meervoud   | ышт лек (Zij gingen niet)      | ышт мондо (Zij vergaten niet)      |

| Persoon                  | -ам bevestigend           | -ем bevestigend             |
| ------------------------ | ------------------------- | --------------------------- |
| eerste persoon enkelvoud | лектынам (Ik ging)        | монденам (Ik vergat)        |
| tweede persoon enkelvoud | лектынат (Jij ging)       | монденат (Jij vergat)       |
| derde persoon enkelvoud  | лектын (Hij/zij/het ging) | монден (Hij/zij/het vergat) |
| eerste persoon meervoud  | лектынна (Wij gingen)     | монденна (Wij vergaten)     |
| tweede persoon meervoud  | лектында (Jullie gingen)  | монденда (Jullie vergaten)  |
| derde persoon meervoud   | лектыныт (Zij gingen)     | монденыт (Zij vergaten)     |

| Persoon                  | -ам ontkennend                     | -ем ontkennend                       |
| ------------------------ | ---------------------------------- | ------------------------------------ |
| eerste persoon enkelvoud | лектын омыл (Ik ging niet)         | монден омыл (Ik vergat niet)         |
| tweede persoon enkelvoud | лектын отыл (Jij ging niet)        | монден отыл (jij vergat niet)        |
| derde persoon enkelvoud  | лектын огыл(Hij/zij/het ging niet) | монден огыл(Hij/zij/het vergat niet) |
| eerste persoon meervoud  | лектын огынал (Wij gingen niet)    | монден огынал (Wij vergaten niet)    |
| tweede persoon meervoud  | лектын огыдал (Jullie gingen niet) | монден огыдал (Jullie vergaten niet) |
| derde persoon meervoud   | лектын огытыл (Zij gingen niet)    | монден огытыл (Zij vergaten niet)    |

| Persoon                  | -ам bevestigend               | -ем bevestigend                     |
| ------------------------ | ----------------------------- | ----------------------------------- |
| eerste persoon enkelvoud | -                             | -                                   |
| tweede persoon enkelvoud | лек (Ga!)                     | мондо (Vergeet!)                    |
| derde persoon enkelvoud  | лекше (Hij/zij/het moet gaan) | мондыжо (Hij/zij/het moet vergeten) |
| eerste persoon meervoud  | лектына (Laten we gaan)       | мондена (Laten we vergeten)         |
| tweede persoon meervoud  | лекса (Ga!)                   | мондыза (Vergeet!)                  |
| derde persoon meervoud   | лекытшт (Zij moeten gaan)     | мондышт (Zij moeten vergeten)       |

| Persoon                  | -ам ontkennend                          | -ем ontkennend                                |
| ------------------------ | --------------------------------------- | --------------------------------------------- |
| eerste persoon enkelvoud | -                                       | -                                             |
| tweede persoon enkelvoud | ит лек (Ga niet!)                       | ит мондо (Vergeet niet!)                      |
| derde persoon enkelvoud  | ынже лек (Hij/zij/het moeten niet gaan) | ынже мондо (Hij/zij/het moeten niet vergeten) |
| eerste persoon meervoud  | огына лек (Laten we niet gaan)          | огына мондо (laten we niet vergeten)          |
| tweede persoon meervoud  | ида лек (Ga niet!)                      | ида мондо (Vergeet niet!)                     |
| derde persoon meervoud   | ынышт лек (Zij moeten niet gaan)        | ынышт мондо (Zij moeten niet vergeten)        |

| Persoon                  | -ам bevestigend                | -ем bevestigend                      |
| ------------------------ | ------------------------------ | ------------------------------------ |
| eerste persoon enkelvoud | лекнем (Ik wil gaan)           | мондынем (Ik wil vergeten)           |
| tweede persoon enkelvoud | лекнет (Jij wilt gaan)         | мондынет (Jij wilt vergeten)         |
| derde persoon enkelvoud  | лекнеже (Hij/zij/het wil gaan) | мондынеже (Hij/zij/het wil vergeten) |
| eerste persoon meervoud  | лекнена (Wij willen gaan)      | мондынена (Wij willen vergeten)      |
| tweede persoon meervoud  | лекнеда (Jullie willen gaan)   | мондынеда (Jullie willen vergeten)   |
| derde persoon meervoud   | лекнешт (Zij willen gaan)      | мондынешт (Zij willen vergeten)      |

| Persoon                  | -ам ontkennend                        | -ем ontkennend                              |
| ------------------------ | ------------------------------------- | ------------------------------------------- |
| eerste persoon enkelvoud | ынем лек (Ik wil niet gaan)           | ынем мондо (Ik wil niet vergeten)           |
| tweede persoon enkelvoud | ынет лек (Jij wilt niet gaan)         | ынет мондо (Jij wilt niet vergeten)         |
| derde persoon enkelvoud  | ынеже лек (Hij/zij/het wil niet gaan) | ынеже мондо (Hij/zij/het wil niet vergeten) |
| eerste persoon meervoud  | ынена лек (Wij willen niet gaan)      | ынена мондо (Wij willen niet vergeten)      |
| tweede persoon meervoud  | ынеда лек (Jullie willen niet gaan)   | ынеда мондо (Jullie willen niet vergeten)   |
| derde persoon meervoud   | ынешт лек (Zij willen niet gaan)      | ынешт мондо (Zij willen niet vergeten)      |

| Persoon                  | Presens (bevestigend)       | Presens (ontkennend)       | Eerste preteritum (bevestigend) | Eerste preterium (ontkennend) | Tweede preteritum (bevestigend) | Tweede preteritum (ontkennend)    |
| ------------------------ | --------------------------- | -------------------------- | ------------------------------- | ----------------------------- | ------------------------------- | --------------------------------- |
| eerste persoon enkelvoud | улам (Ik ben)               | омыл (Ik ben niet)         | ыльым (Ik was)                  | шым лий (Ik was niet)         | улынам (Ik was)                 | лийын омыл (Ik was niet)          |
| tweede persoon enkelvoud | улат (Jij bent)             | отыл (Jij bent niet)       | ыльыч (Jij was)                 | шыч лий (Jij was niet)        | улынат (Jij was)                | лийын отыл (Jij was niet)         |
| derde persoon enkelvoud  | уло (улеш) (Hij/zij/het is) | огыл (Hij/zij/het is niet) | ыле (Hij/zij/het was)           | ыш лий (Hij/zij/het was niet) | улмаш(ын) (Hij/zij/het was)     | лийын огыл (Hij/zij/het was niet) |
| eerste persoon meervoud  | улына (Wij zijn)            | огынал (Wij zijn niet)     | ыльна (Wij waren)               | ышна лий (Wij waren niet)     | улынна (Wij waren)              | лийын огынал (Wij waren niet)     |
| tweede persoon meervoud  | улыда (Jullie zijn)         | огыдал (Jullie zijn niet)  | ыльда (jullie waren)            | ышда лий (Jullie waren niet)  | улында (Jullie waren)           | лийын огыдал (Jullie waren niet)  |
| derde persoon meervoud   | улыт (Zij zijn)             | огытыл (Zij zijn niet)     | ыльыч (Zij waren)               | ышт лий (Zij waren niet)      | улыныт (Zij waren)              | лийын огытыл (Zij waren niet)     |